# Суинфорд, Екатерина
Екатерина (Кэтрин) Суинфорд (англ. Katherine (Catherine) Swynford), урождённая Екатерина де Роэ (англ. Katherine de Roet; ок. 1350 — 10 мая 1403) — дочь рыцаря из Эно Пейна де Роэ, третья жена Джона Гонта, 1-го герцога Ланкастера.
Екатерина воспитывалась при английском королевском дворе, позже оказалась на службе у Бланки Ланкастерской, первой жены Джона Гонта. Также она вышла замуж за Хью Суинфорда, одного из рыцарей герцога. После смерти герцогини Екатерина стала фрейлиной дочерей герцога.
После смерти Хью Суинфорда Екатерина стала членом домашнего хозяйства новой жены герцога, Констанции Кастильской, а также ей было предоставлено управление поместьями умершего мужа в Линкольншире — Колби и Кетлторп. Вскоре она стала любовницей Джона Гонта. От этой связи родилось, как минимум, четверо детей, получивших фамильное прозвание Бофорт. Кроме того, Гонт подарил любовнице несколько поместий, а также обеспечил ей щедрое содержание. На попечении Екатерины оставались и две дочери герцога от первого брака. Поскольку отношения Екатерины и Джона Гонта вызывали общественное осуждение, в 1381 году герцог был вынужден их разорвать. Екатерина поселилась в арендованном в Линкольне доме.
Несмотря на формальный разрыв, отношения Екатерины с бывшим любовником и остальной частью его семьи продолжали оставаться достаточно сердечными. В 1387 году король Ричард II сделал её дамой ордена Подвязки, а вскоре после этого она стала членом домашнего хозяйства Марии де Богун, жены Генри Болингброка, наследника герцога, позже ставшего английским королём под именем Генриха IV.
В начале 1390-х годов любовная связь Екатерины и Джона Гонта возобновилась, а после смерти второй жены герцог неожиданно для всех в 1396 году женился на своей любовнице, что вызвало недовольство английской знати. Впрочем, в том же году была получена папская булла, признававшая брак действительным, а все родившиеся от любовной связи дети были легитимизированы. После смерти герцога в 1399 году Екатерина удалилась в арендованный в Линкольне дом, где и умерла несколько лет спустя. Похоронили её в Линкольнском соборе.
Екатерина является предком всех английских (а позже и британских) королей, начиная с Эдуарда IV.

## Происхождение
Отцом Екатерины был Пейн (Пан) де Роэ — рыцарь из Эно, который приехал в Англию вместе с Филиппой Геннегау, вышедшей замуж за короля Эдуарда III. Его происхождение документально не зафиксировано. Родовое прозвание Пейна было Роэ (фр. Roët). На этом основании высказывалось предположение, что он был связан родством с могущественным родом сеньоров Рё, владевших сеньорией в графстве Эно (Геннегау), название которой писалось по разному: Rouet, Roëlt, Ruet. Происхождение этого рода прослеживалось до Карла Великого. Их владения были в основном сосредоточены около города Ле-Рё, располагавшегося в восьми милях к северо-востоку от Монса. Также в состав их земель входил Ру в 40 милях к востоку от Монса и Форёльс в 20 милях к югу. Однако, по мнению историка Элисон Уэйр, есть основания сомневаться в данной версии происхождения Пейна: хронист Жан Фруассар, который сам был из Эно, скорее всего был прекрасно осведомлён о его происхождении, но ничего не пишет про его знатность. В качестве отца Пейна он указывает некоего Жана де Роэ (умер в 1305), сына Юона де Роэ (фр. Huon de Roët). Ни для одного из них Фруассар не приводит никаких титулов. В то же время Уэйр отмечает, что полностью отбрасывать эту версию нельзя: Пейн действительно мог происходить из младшей линии рода Рё, поскольку написание родовых прозваний Roeulx и Roët достаточно схоже и они вполне могли быть взаимозаменяемыми. Кроме того, имя Жиль, которое получил при крещении Пейн, достаточно часто встречалось в роду сеньоров Рё.
Дополнительным доказательством возможного родства Пейна с сеньорами Рё является геральдическое сходство гербов Пейна и сеньоров Рё. Герб города Ле-Рё (фр. Le-Rœulx) представляет собой золотого льва на зелёном поле с колесом в лапе, что является игрой слов: на французском roue — колесо. Эту же тему переняла и семья Пейна: герб его дочери, Екатерины Суинфорд, представлял собой три золотых колеса на красном поле, однако, судя по геральдическим эмблемам на облачениях, подаренных ей Линкольнскому собору, на её гербе до 1396 года, когда она вышла замуж за Джона Гонта, были три простых серебряных колеса; вероятно, она унаследовала этот герб от отца.

Герб города Ле-Рё
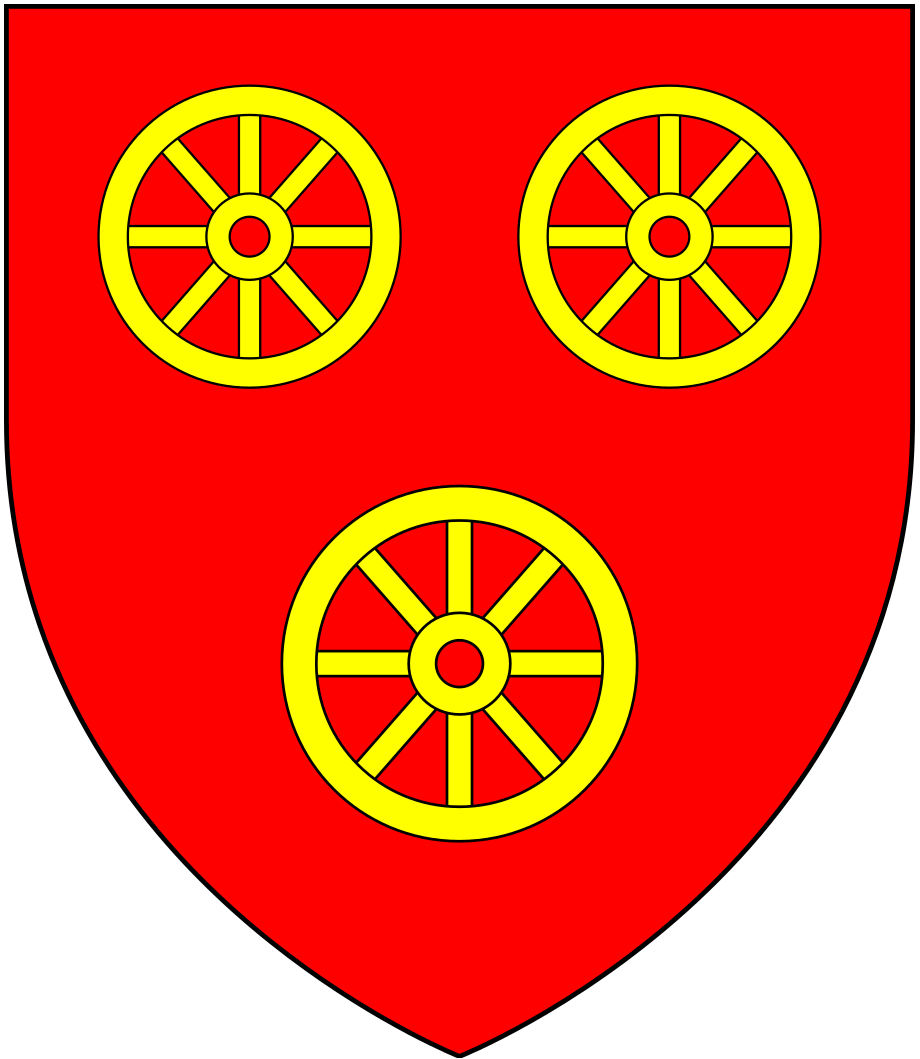
Герб Пейна де Роэ и его дочери Екатерины Суинфорд до 1396 года

Судя по описанию его эпитафии, Пейн был какое-то время герольдмейстером Аквитании. В Англии он находился на службе у королевы Филиппы. После начала в 1340 году Столетней войны он в составе английской армии принимал в ней участие на ранних этапах, в том числе сражался в битве при Креси и осаде Кале. Не позже 1349 года Пейн вернулся в Эно, где служил графине Маргарите I, сестре королевы Филиппы.
Относительно матери Екатерины достоверной информации нет. По некоторым сведениям, Пейн был женат дважды. Высказывалось предположение, что одна из его жён была родственницей королевы Филиппы, но документального подтверждения данной версии не существует. Э. Уэйр считает, что от первой жены Пейна родилось двое детей: старшая дочь Изабелла (Элизабет), которая стала пребендарием весьма влиятельного аббатства Святой Вальдетруды в Монсе (что, по мнению Уэйр, является доказательством тесной связи Пейна с правящим семейством Эно), и сын Уолтер. Матерью же Екатерины и ещё одной дочери Филиппы, которая вышла замуж за известного английского поэта Джефри Чосера, по мнению Уэйр, была вторая жена Пейна.

## Юность
Год рождения Екатерины документально не упоминается. В 1631 году Джон Уивер утверждал, что Екатерина Суинфорд была старшей из дочерей Пейна, однако в таком случае ей в момент первого брака было бы минимум 28 лет, а девушки в то время выходили замуж в гораздо более раннем возрасте. Э. Уэйр считает, что Уивер не знал о существовании Элизабет де Роэ, а из двух остальных дочерей Екатерина была старшей. Автор статьи о Екатерине в «Oxford Dictionary of National Biography» считает, что Екатерина родилась около 1350 года, с чем соглашается и Уэйр. Возможный год её рождения они высчитывают исходя из того, что Екатерина в первый раз вышла замуж около 1362/1363 года и около 1363/1364 года родила первого ребёнка, а канонический возраст, при котором девушка могла выйти замуж и иметь супружеские отношения с мужем, в то время составлял 12 лет. Дальше Уэйр уточняет, что, скорее всего, Кэтрин родилась в 1349 году. Назвали её, вероятно, в честь святой Екатерины, культ которой в это время набирал силу.
Местом рождения Екатерины иногда называют Пикардию, с чем не соглашается Э. Уэйр. Данная ошибка, по её мнению, возникает из-за того, что некоторые историки путают Филиппу де Роэ, сестру Екатерины, находившуюся на службе у королевы Филиппы, с Филиппой Пикард, однако это совершенно разные личности. Екатерина, вероятно, родилась в графстве Эно, на что указывает сообщение хрониста Фруассара, называющего её жительницей Эно, а хронист Генри Найтонский называет её «некоей иностранкой». Возможно, что местом рождения Екатерины были отцовские владения, располагавшиеся недалеко от Монса.
В 1351 году её отец находился на службе у графини Маргариты I де Эно, положение которой было достаточно шатким. В 1350 году она отказалась от претензий на графства Голландия, Зеландия и Фрисландия в пользу своего второго сына, Вильгельма, надеясь сохранить Эно под своим управлением. Однако весной 1351 года Вильгельм захватил и Эно, сторонники Маргариты были изгнаны, их замки разрушены, а должности переданы другим. В декабре Маргарита, надеясь заручиться поддержкой короля Эдуарда III, бежала в Англию, в числе других её сопровождал и Пейн. С учётом неопределённости в Эно, он, вероятно, взял с собой всю свою семью — жену (если она ещё была жива) и детей, кроме Элизабет, которая осталась в своём аббатстве.
Вскоре Маргарита договорилась с Вильгельмом. По условиям соглашения ей было возвращено Эно. Сам Вильгельм в начале 1352 года приехал в Англию, где женился на Матильде (Мод) Ланкастерской, близкой родственнице короля Эдуарда III. В марте Маргарет вернулась в Эно, её сопровождал и Пэйн. Однако после августа 1352 года его упоминания полностью пропадают из современных ему источников. Уйэр считает, что он умер в начале 1355 года, поскольку именно тогда его сын Уолтер перешёл со службы у графини Эно на службу к Эдуарду Чёрному Принцу, старшему сыну и наследнику Эдуарда III и Филиппы де Эно.
Дочери Пэйна, вероятно, остались в Англии на попечении королевы Филиппы — «благородной и доброй женщины», которой в то время было больше 40 лет. Она сама была матерью 12 детей, младший из которых, Томас Вудсток, родился в 1355 году. Кроме того, на её воспитании было несколько других детей из благородных семей. Королева интересовалась литературой и искусством, занималась благотворительностью, «была щедрой, доброй, мудрой и смиренно набожной дамой». Хотя многие юные девушки достаточно часто отправлялись для получения образования и обучения хорошему поведению и домашним навыкам в монастыри, нет никаких свидетельств о том, что Екатерина когда-нибудь была в монастыре. Воспитание Екатерины при королевском дворе подтверждается сообщением Фруассара, который указывает на то, что она с юности воспитывалась при княжеских дворах, а также ссылкой в реестре Джона Гонта на медсестру Екатерины по имени Агнес Бонсержан, которая, скорее всего, была назначена королевой для заботы о юной девочке. При этом королева знала голландский и французский языки, на которых говорили в Эно, но Екатерина и Филиппа, несомненно, достаточно быстро освоили и нормандский диалект французского языка, который в это время был официальным языком английского двора. Вскоре он начал вытесняться английским языком, который в 1362 году стал использоваться при дворе, а в 1363 году — в английском парламенте, а также на нём стали создаваться литературные произведения. Впрочем, нормандский диалект французского языка продолжал до начала XV века использоваться английской знатью в повседневной жизни и для писем. Судя по всему, выучила английский язык и Екатерина, поскольку она долгое время была хозяйкой поместья Кетлторп, да и мужем её сестры Филиппы был Джефри Чосер, который писал свои произведения именно на английском языке.
Старшие дети Эдуарда и Филиппы были намного старше Екатерины, но она, вероятно, воспитывалась с их младшими детьми — Маргаритой и Марией. Фруассар сообщает, что в юности воспитательницей Екатерины была Бланка Ланкастерская, близкая родственница короля и невеста третьего из его выживших сыновей, Джона Гонта. При этом сама Бланка воспитывалась у Филиппы и была примерно на 8 лет старше Екатерины. Существуют свидетельства, что Екатерина и Бланка Ланкастерская были близкими подругами. Судя по всему, девушка получила очень хорошее образование, о чём свидетельствует тот факт, что она в возрасте около 23 лет стала гувернанткой дочерей Бланки Ланкастерской, которые выросли высококультурными и образованными девушками. Хотя Екатерина по происхождению и не принадлежала к высшей знати, но воспитание при королевском дворе открывало для неё огромные перспективы. Кроме того, вероятно, благодаря воспитанию она приобрела определённое благочестие и навыки ведения домашнего хозяйства, что в будущем помогало ей эффективно управлять рыцарскими поместьями, которые были ей переданы. Также, возможно, она научилась от королевы быть щедрой и дипломатичной, что позже ей пригодилось. Фруассар сообщает, что Екатерина с юности «в совершенстве знала придворный этикет», кроме того, она была достаточно умелой наездницей, о чём свидетельствует тот факт, что она держала в конюшнях Джона Гонта дюжину своих лошадей, а также однажды сопровождала его во время конной поездки по его поместьям. Поскольку её дочь, Джоан Бофорт, а также обе дочери Бланки Ланкастерской, которых она воспитывали, были грамотны, то судя по всему, Екатерина была грамотной и умела читать и, возможно, писать.

## Первый брак

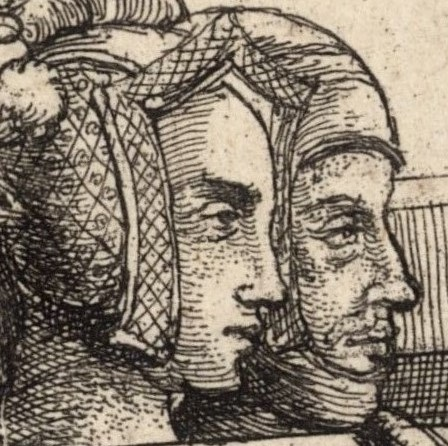
Бланка Ланкастерская и Джон Гонт. Рисунок XVII века, выполненный с ныне не существующей гробницы

В 1360-е годы Екатерина оказалась на службе у Бланки Ланкастерской, ставшей к тому моменту женой Джона Гонта. Фруассар упоминает, что Екатерина в молодости оказалась на службе в семье Бланки Ланкастерской, но не упоминает, сколько ей тогда было лет. Жена Гонта имела своё домашнее хозяйство, независимое от мужа, в котором был свой собственный штат офицеров, слуг и дам. Хотя первая запись Екатерины в новом качестве относится к 24 января 1365 года, когда она упоминается как служанка, но журналы Джона Гонта за более ранний период не сохранились, поэтому не исключено, что она в начале 1360 года была переведена королевой Филиппой в детскую Бланки, которая в марте этого года родила первую дочь, чтобы помогать ухаживать за новорожденной, возможно, чтобы она укачивала младенца. Подобная работа нередко поручалась молодым девушкам возраста Екатерины, которой в это время было около 10 лет. Поскольку она позже была назначена гувернанткой дочерей Бланки, то к тому времени она уже должна была получить какой-то опыт общения с детьми. Возможно, что Филиппа договорилась о переходе Екатерины на службу к Бланке, когда та, будучи беременной, жила у королевы; вероятно, она сопровождала жену Гонта в замок Лестер, где та и родила дочь.
В это время Екатерина сама вышла замуж. Вероятно, этот брак был устроен самим Гонтом по просьбе жены. Её первый муж, сэр Хью Суинфорд, происходивший из древнего английского рода Суинфордов, был профессиональным солдатом и арендатором герцога Ланкастера. Сначала он служил Чёрному Принцу (который, вероятно, и посвятил его в рыцари), а в 1361 году перешёл на службу к Джону Гонту, в этом же году унаследовав владения после смерти отца. Долгое время считалось, что брак был заключён около 1366—1367 годов. Однако с этим не согласна Э. Уэйр. По её мнению, родившаяся в этом браке дочь Бланка в 1368 году была достаточно взрослой, чтобы её поместили в покои дочерей Гонта. Кроме того, есть указания на то, что в этом браке родилась ещё одна дочь, Маргарет Суинфорд, которая в 1377 году стала монахиней, а самый ранний возраст, в котором это возможно, составлял 13—14 лет. На данном основании исследовательница относит брак к 1361 или 1362 году. Екатерина точно была замужем к 24 января 1365 года, когда в реестре епископа Бекингема она упоминается как «Екатерина Суинфорд». Брак мог быть заключён в одной из часовен герцога Ланкастера, возможно, в часовне Савойского дворца.
Хотя некоторые исследователи писали, что Екатерина вышла замуж в старинном аристократическом доме, однако это не соответствует действительности. Несмотря на то, что Суинфорды были достаточно древним и разветвлённым родом, представители которого имели владения в Линкольншире, Нортгемптоншире, Хантингдоншире, Эссексе и Саффолке, они были не аристократами, а обычными землевладельцами, и никогда не поднимались выше рыцарского ранга. Хью не был особо богат, ему принадлежали только два поместья в Линкольншире — Колби и Кетлторп, причём ни одно из них не было достаточно прибыльным, да и приобретены они были его отцом сравнительно недавно. Основной доход ему приносило жалование за службу у герцога Ланкастера.
В основном Хью жил в поместье Кетлторп, располагавшемся в 12 милях к западу от Линкольна, — оно и стало основным местом жительства Екатерины на многие последующие годы. В течение 40 лет её называли «леди Кетлторп». Размер поместья составлял порядка трёх тысяч акров, большая часть которых приходилась на лес. Также в его состав входили деревни Лотертон, Ньютон-он-Трент и Фентон. Другое поместье Суинфорда, Колби, располагавшееся в семи милях к югу от Линкольна, было разделено на две равные части, каждая из которых составляла около 90 акров земли и 15 акров пастбищ. В 1367 году южная часть поместья приносила доход в 54 шиллинга и 4 пенса, причём арендная плата, выплачиваемая Джону Гонту как графу Ричмонду, составляла 2 шиллинга. Другая его часть принадлежала королю и составляла половину рыцарского фьефа. В 1361 году оно не приносило особого дохода, поскольку земля была бесплодной, а голубятня и мельница лежали в руинах; его стоимость составляла 37 шиллингов и 10 пенсов — треть от суммы, когда-то уплаченной отцом Хью за его покупку.
Хотя Хью Суинфорд был достаточно беден, он смог получить рыцарское звание и обеспечить жене социальное положение. Неизвестно, насколько брак был счастливым, хотя, по мнению Э. Уэйр, вряд ли Екатерина испытывала к мужу такие чувства, которые позже связали её с Джоном Гонтом. Её муж часто отсутствовал, участвуя в различных военных походах. Выйдя замуж, она достаточно активно занялась управлением поместьем Кетлторп.
В браке она родила несколько детей. Старшей, вероятно, была дочь Бланка. В 1368 году она была достаточно взрослой, чтобы её поместили в покои дочерей Джона Гонта и Бланки, вероятно, в качестве подруги для игр. Уэйр относит её рождение к 1363 году. Происхождение Бланки зафиксировано в 1396 году Джоном Гонтом, который, подавая папе римскому прошение о разрешении на брак с Екатериной, указал, что был крёстным её дочери, «рождённой другим мужчиной», добавляя, что не афишировал данный факт. Некоторые исследователи высказывали предположение, что то, что Гонт держал в тайне тот факт, что он был крёстным отцом, было связано с тем, что именно он был настоящим отцом дочери Екатерины. Однако Э. Уэйр указала, что настоящий отец никак не мог быть крёстным отцом для своей дочери. При этом сам герцог прямо указал, что он не является её отцом, и вряд ли он бы стал лгать папе, подвергая себя риску. С учётом того, что он без особых проблем признал четверых детей, рождённых Екатериной от их любовной связи, никаких проблем признать ещё одну дочь для него не было. Поэтому отцом указанной дочери, под которой, судя по всему, подразумевалась Бланка, являлся именно Хью Суинфорд. Девочку, вероятно, назвали в честь жены герцога; позже она пользовалась покровительством Гонта: в 1375 году он предоставил Екатерине опеку над наследником сэра Роберта Дейнкура, которого женил на Бланке. Уйэр также предположила, что крёстной матерью дочери Екатерины могла быть сама герцогиня, именно поэтому Бланка и могла быть помещена в комнату её дочерей.
Следующей родилась дочь Маргарет (около 1364 года), которая в 1377 году стала монахиней в аббатстве Баркинг. Томас Стэплтон в 1846 году высказал также гипотезу, что в этом браке могла родиться ещё одна дочь, Дороти, которая вышла замуж за Томаса Тимелби из Пулхэма (умер в 1390), который был шерифом Линкольншира в 1380. Хотя ряд исследователей отвергают это утверждение, указывая, что имя Дороти не использовалось в Англии до XVI века, однако Э. Уэйр указывает, что известны случаи его использования в средневековой Англии, а изображение святой Доротеи Кесарийской, известной в Англии ещё со времени англосаксонского завоевания, часто встречается на витражах, особенно в конце XIV—XV веках. Исследовательница допускает, что необычный выбор имени мог быть связан с рождением дочери в день памяти святой — 6 февраля. Кроме того, Уэйр указывает, что в церкви в Ирнхэме на гробницах и витражах встречаются гербы нескольких видных линкольнширских родов, связанных родством посредством браков, в том числе Суинфордов и Тимелби. По её мнению, Доротея могла родиться около 1366 года. Возможно, что в браке могли родиться и другие дети, умершие в младенчестве.
Как и многие другие семьи на службе у герцога, Хью и его жена часто жили при герцогском дворе, их же поместьями в их отсутствие управляли специально назначенные чиновники. При этом значительную часть своей супружеской жизни Хью Суинфорд провёл в различных заграничных военных кампаниях герцога во Франции и Испании. В частности, он участвовал в военных кампаниях 1366 и 1370 годов. Скорее всего, Екатерина между родами продолжала служить герцогине, а её подрастающие дети могли воспитываться вместе с герцогскими детьми.
Основной обязанностью Екатерины при герцогском дворе была, вероятно, забота о его детях в качестве горничной. Из родившихся в браке Джона Гонта и Бланки Ланкастерской детей несколько умерли в младенчестве, до взрослого возраста дожили только две дочери, Филиппа и Элизабет, и один из сыновей, Генри Болингброк, позже ставший королём Англии под именем Генриха IV.
Незадолго до 24 января 1365 года епископ Линкольна Джон Бекингем даровал Екатерине привилегию совершать богослужение в частном порядке всякий раз, как она посещала Лестер, что, по мнению Уэйр, указывает на то, что она была не только набожной, но и достаточно важной и уважаемой прихожанкой. Кроме того, для совершения богослужения ей требовались часовня, молельня или отдельная комната, а также переносной алтарь. Однако Уэйр считает, что вряд ли Екатерина пользовалась данной привилегией в 1365 году.
В ноябре 1366 года Хью Суинфорд отправился в Аквитанию для участия в военной экспедиции Джона Гонта в Кастилию. Екатерина, которая ждала ребёнка, осталась прислуживать герцогине Бланке, которая также была беременной. К рождеству герцогиня обосновалась в принадлежавшем мужу замке Болингброк, где в апреле родила сына Генри. В середине февраля 1367 Екатерина перебралась в Линкольн, где 24 февраля родила сына Томаса. Он был крещён в церкви Святой Маргариты Линкольнского собора и получил имя в честь отца Хью Суинфорда и одного из крёстных, каноника Томаса Саттона.
12 сентября 1368 года в замке Татбери (Стаффордшир) умерла Бланка Ланкастерская, жена Джона Гонта. Неизвестно, присутствовала ли при этом Екатерина, но она в числе других дам из домашнего хозяйства покойной герцогини сопровождала похоронный кортеж с телом герцогини, выехавшим на юг, и, возможно, присутствовала на её похоронах в Лондоне, в соборе Святого Павла. Смерть герцогини Ланкастер внесла серьёзные изменения в жизнь Екатерины. Обычно после смерти знатной дамы её домашнее хозяйство распускалось. Однако у герцога было трое маленьких детей, о которых нужно было заботиться. Екатерина, которую, судя по всему, высоко ценили в доме герцога, хорошо ладила с детьми. Поэтому высказывалось предположение, что она осталась в детской. Хотя встречаются утверждения, что она была их гувернанткой, однако Э. Уэйр указывает, что данные функции выполняли другие знатные дамы. В 1369 году Джон Гонт назначил гувернанткой детей Алису Фицалан, леди Уэйк, двоюродную сестру покойной Бланки, и ей было в этом году выплачено жалование 66 фунтов 13 шиллингов и 4 пенса. Эти обязанности она исполняла и в ноябре 1371 года. Кроме того, в 1370 году герцог выделил Эйлин, жене своего оруженосца Эдварда Герберджа, пенсион в размере 100 фунтов за «мучительное усердие и хорошую услугу, которую она оказала нашей дорогой дочери Филиппе». Уэйр считает, что Эйлин Гербердж была доверенной дамой, которая присутствовала во время смерти герцогини, а затем была назначена присматривать за Филиппой. Позже она была назначена на службу ко второй жене Гонта.
С 1368 года и по крайней мере до сентября 1369 года Бланка Суинфорд, дочь Екатерины, жила в герцогском доме как фрейлина Филиппы и Элизабет, дочерей Гонта. Поскольку реестры Джона Гонта за 1369—1372 годы не сохранились, то неизвестно, сколько ещё времени она оставалась в данном качестве после 1369 года. Свидетельств того, что её мать жила в это время в герцогском доме, не существует. Э. Уэйр предполагает, что Екатерина, у которой была своя семья, проживала в это время в своём поместье Кетлторп.
В августе—сентябре 1396 года Хью Суинфорд в составе армии Джона Гонта участвовал в военной кампании во Франции, где возобновилась Столетняя война; вернулся в Англию он, вероятно, в ноябре. 14 августа того же года умерла королева Филиппа. 1 сентября король Эдуард III распорядился предоставить траурные одежды его семье и слугам покойной королевы. В том числе была выделена одежда и «дамузель дочерей герцога Ланкастера» Бланке Суинфорд, что, по мнению Уэйр, свидетельствует о том, что королева до конца жизни проявляла участие к Екатерине и её семье. Вероятно, что она, будучи воспитанницей королевы, присутствовала 29 января 1370 года на её торжественных похоронах в Вестминстерском аббатстве, после чего вновь вернулась в Кетлторп.
В 1370 году Хью Суинфорд вновь отправился в военную экспедицию с герцогом Ланкастером, на этот раз в Аквитанию. Когда Гонт, осенью 1371 года женившийся в Аквитании на Констанции Кастильской, вернулся в Англию, Хью его уже не сопровождал. Вероятно, причиной этого стала болезнь. Муж Екатерины умер в Аквитании 13 ноября 1371 года.

## Любовница герцога Ланкастерского

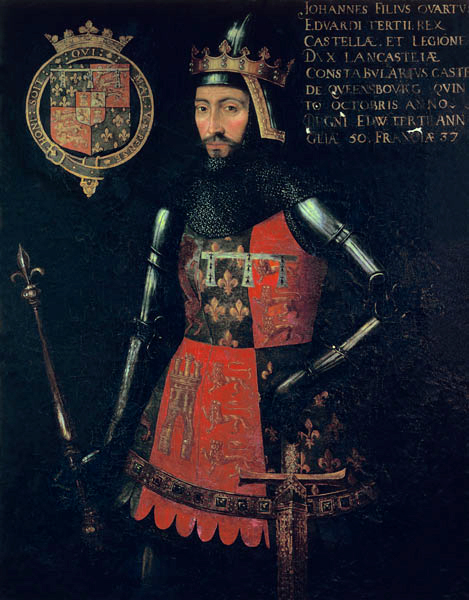
Джон Гонт, герцог Ланкастерский. Портрет, написанный неизвестным художником в 1-й половине XVII века

Положение Екатерины после смерти мужа было не самым лучшим, поскольку его финансовое состояние было плохим, а на руках у неё было несколько маленьких детей. Но ей на помощь пришёл герцог Ланкастер. Хотя не сохранилось никаких документальных свидетельств присутствия Екатерины в домашнем хозяйстве новой герцогини до марта 1373 года, есть факты, которые, по мнению Э. Уэйр, свидетельствуют о том, что Джон Гонт принял Екатерину на службу к своей новой жене, возможно, в том же качестве, что и при первой жене. Так, Джон Гонт и король весной 1372 года помогали ей финансово; летом того же года Екатерина присутствовала при рождении герцогиней Констанцией первого ребёнка. Также есть документальные свидетельства о том, что в этом же году на службе у герцогини находилась Филиппа Чосер, сестра Екатерины. Кроме того, тот факт, что именно Екатерину выбрали для того, чтобы сообщить королю о рождении у Констанции дочери, говорит о занимаемом ей положении.
Новая жена герцога в начале 1372 года поселилась в замке Хартфорд, туда же были отправлены и трое детей Гонта от первого брака. Там же поселилась и Екатерина с сестрой, ставшие членами домашнего хозяйства герцогини Констанции; вероятно, в обязанности Екатерины входил присмотр за детьми Гонта, которые её хорошо знали.
Точно не установлено, когда именно Екатерина стала любовницей Джона Гонта. Фруассар писал, что любовный роман начался ещё при жизни Бланки Ланкастерской и Хью Суинфорда, однако он в своей хронике иногда ошибался (в частности, он указывал, что Екатерина родила троих детей от Джона Гонта, хотя их было четыре). Поэтому, по мнению Э. Уэйр, его свидетельство нельзя считать надёжным, ибо люди, предоставившие ему сведения, могли ошибаться. Также в некоторых поздних исследованиях указывается, что любовные отношения между Екатериной и Джоном Гонтом начались ещё при жизни её первого мужа, и её старший сын был «ребёнком от двух отцов», однако подобное современным исследователям кажется маловероятным. В документе о предоставлении 7 июня 1392 года королём Ричардом II ренты Екатерине Суинфорд указывается, что её старшему сыну, Джону Бофорту, был 21 год. Исходя из этого, он должен был родиться между июнем 1371 года и июнем 1372 года. Однако Э. Уэйр ставит под сомнение, что Джон мог родиться в это время, поскольку с июня 1370 года по ноябрь 1371 года герцог находился за пределами Англии, в Аквитании, где в сентябре 1371 года женился на Констанции Кастильской. Хотя возможно, что Екатерина могла присоединиться к мужу в Аквитании, исследовательница считает подобное маловероятным, поскольку жёны редко сопровождали мужей на войну. Кроме того, кому-то во время отсутствия мужа нужно было управлять поместьями в Англии и заботиться о маленьких детях. Также в петиции папе от 1 сентября 1396 года Джон Гонт указывает, что когда он начал любовную связь, он сам был женат на Констанции Кастильской, а Екатерина была свободна от брака, то есть роман, по его словам, начался уже после смерти мужа Екатерины. Исходя из этого, Уэйр делает вывод, что, скорее всего, любовная связь началась поздней осенью 1372 года, когда произошло значительное увеличение социального статуса Екатерины в домашнем хозяйстве Ланкастеров.
Поскольку наследник Хью Суинфорда, Томас, был в момент смерти отца мал, отцовские поместья, обычно, переходили под опеку сюзерена, в данном случае — короля и герцога Ланкастерского. Однако они достаточно быстро предприняли меры по улучшению финансового положения вдовы Хью, что было необычно для того времени, и объяснялось, судя по всему, начавшимся романом Гонта. Его первым документальным свидетельством является сделанный герцогом в Савойском дворце 1 мая 1372 года подарок в 10 фунтов «нашей очень дорогой дамуазель Екатерине де Суинфорд». 15 мая он достаточно щедро увеличил ей ренту от герцогства Ланкастер с 20 до 50 марок «за хорошую и приятную услугу, которую она оказала нашей дорогой спутнице [Бланке]… и за очень большую любовь, которую наша спутница оказывала Екатерине». 8 июня Эдуард III, вероятно, с подачи сына, велел своему исчитору передать Екатерине её вдовью долю при условии, что она даст слово не выходить замуж без согласия короля; в её владение она вступила 26 июня, когда принесла присягу. А 20 июня герцог передал ей опеку над всеми владениями, которые должен был унаследовать её сын. В результате Екатерина до совершеннолетия сына получила под управление поместье Кетлторп, а также треть поместья Колби.
Посмертное разбирательство по наследству Хью Суинфорда состоялось 24 июня в Линкольншире 25 июля 1372 года в Нейвенби. По его итогам Томас Суинфорд был признан наследником отца, но при этом было отмечено, что поместья Кетлторп и Колби находятся в плохом состоянии и почти ничего не стоят. На помощь Екатерине вновь пришли король и герцог, в результате 12 сентября в обмен на 20 фунтов, которые Екатерина должна была выплатить в казначейство, ей были предоставлены оставшиеся 2/3 поместья Колби, а также право на заключение брака её сына Томаса.
Поскольку именно Екатерина передала королю Эдуарду III весть о рождении герцогиней Констанцией дочери, названной Екатериной, за что тот 31 марта 1373 года наградил её 20 марками, она, вероятно, присутствовала при родах. Произошло это, по мнению Э. Уэйр, летом 1372 года. Однако после того, как её собственная беременность стала очевидной, Екатерина, скорее всего, вернулась в Кетлторп.
В период между 1373 и 1377 годами Екатерина родила от Джона Гонта минимум четверых детей: трёх сыновей и дочь. Даты их рождения в документах не упоминаются, однако исследователи вычислили возможные годы рождения на основании косвенных данных. Старшим из них был Джон, который, вероятно, родился зимой 1372/1373 года. Уэйр считает, что старший сын Екатерины мог быть тем ребёнком, для крещения которого в феврале 1373 года были отправлены богатые ткани в Линкольн. Своё имя он получил в честь отца, а также получил родовое прозвание Бофорт (которое носили и остальные дети Екатерины и Гонта). Точно не известно, по какой причине была выбрана такая фамилия. По одной версии, она связана с замком Бофор в Шампани, который достался герцогу как часть ланкастерского наследства. Однако не исключено, что это могло быть комплиментом Роже де Бофору, брату папы Григория XI, который в 1370-х годах находился в плену у Гонта и с которым он позже поддерживал тесные дипломатические контакты. В старых исследованиях утверждалось, что все дети Екатерины родились в замке Бофор, однако эта информация не соответствует действительности: Джон Гонт никогда его не посещал, а в 1369 году он его продал. По мнению Уэйр, Джон, скорее всего, родился в Линкольне, а его детские годы прошли в Кетлторпе, поскольку Джон Гонт стремился не афишировать свой роман.
К 31 марта 1373 года Екатерина вернулась в Савойский дворец, где в это время проживал Джон Гонт. Генри Найтонский, писавший свою хронику после 1378 года, указывает, что Екатерина служила в домашнем хозяйстве герцогини Констанции, однако ни в одном из пожалований герцога, сделанных любовнице в этот период, не говорится, что оно было дано в качестве награды за службу жене. Хотя Екатерина, судя по всему, иногда посещала герцогиню, она не была её фрейлиной; Джон Гонт нашёл ей другой пост, назначив любовницу гувернанткой Филиппы и Елизаветы Ланкастерских, своих дочерей от первого брака; возможно, что Екатерина занималась некоторое время и его сыном Генри, пока ему в 1374 году не был назначен другой воспитатель. Точная дата назначения Екатерины на эту должность неизвестна. В 1368—1372 годах у дочерей Гонта, судя по сохранившимся известиям, были другие гувернантки. Уэйр считает, что назначение произошло весной 1373 года — после рождения Екатериной сына Джона Бофорта. Екатерина имела достаточно навыков для ухаживания за детьми: кроме своих детей, она, судя по всему, помогала детям ещё при жизни герцогини Бланки. Хотя сама должность по сути была уловкой, чтобы герцог мог видеться со своей любовницей, есть свидетельства, что Екатерина достаточно много времени занималась его дочерьми. Получив официальный статус, она получила законную причину для проживания в герцогском доме.
Скорее всего, уже в 1373 году кастильские дамы его жены знали о том, что у герцога есть любовница, в результате чего, рассердившись из-за их сплетен, Джон отправил их в монастырь Нанитон. К концу 1374 года дамы, уставшие от монастырского режима, умоляли позволить им покинуть Нанитон, но их просьба была удовлетворена только в 1375 году, когда герцог разрешил им поселиться в Лестере у некоторых из своих доверенных вассалов; позже он устроил брак для некоторых из дам. Судя по всему, о романе мужа знала и герцогиня Констанция, но для неё гораздо важнее было возвращение кастильского трона.
Летом 1373 года Джон Гонт готовился к новой военной экспедиции во Францию. Существуют свидетельства, что Екатерина в это время посещала герцога в поместье Нортборн, где он находился с 27 июня по 16 июля. Скорее всего, там она пожаловалась Джону на то, что ей своевременно не было выплачено пособие; в результате 27 июня он написал Джону де Стаффорду гневное письмо, в котором приказывал без промедлений выплатить «дорогой и любимой госпоже Екатерине де Суинфорд» обещанный ей аннуитет. Вероятно, что после этого она вернулась в Кетлторп, поскольку герцог обещал прислать ей туда оленину и дрова. Позже она перебралась в замок Татбери, где во время отсутствия Джона в Англии должны были жить его жена и четверо законных детей.
12 сентября 1374 года Екатерина, возможно, присутствовала вместе с вернувшимся из Франции Джоном Гонтом на памятной церемонии в честь покойной герцогини Бланки, проводившейся в соборе Святого Павла, хотя документального подтверждения этого не существует. 26 сентября герцог, будучи в Савенби, приказал Джону де Стаффорду выплатить Екатерине подарок в размере 25 фунтов. К 1376 году она возглавила домашнее хозяйство дочерей Гонта, которым также были выделены собственные комнаты и гардероб.
Рождество 1375 года Екатерина, вероятно, отмечала вместе с Джоном Гонтом в королевском дворце в Элтеме, а 1 января 1376 года герцог предоставил ей прибыльную опеку над землями и наследником своего покойного вассала, сэра Роберта Дейнкура, и право на брак Бланки Суинфорд, дочери Екатерины от первого брака, которая приближалась к брачному возрасту — 12 лет. Вероятно, что Гонт планировал брак Бланки с юным наследником, Робертом Дейнкуром, но не сохранилось никаких свидетельств о её дальнейшей судьбе, из чего Э. Уэйр сделала вывод, что девушка не дожила до свадьбы. Сам же Роберт, став совершеннолетним, в 1387—1392 годах затребовал своё наследство. 2 января отправившийся в замок Хартфорд герцог поручил выплатить Екатерине 1 марку, а также назначил ей ежегодную ренту в 50 марок, возможно, в связи с тем, что она вновь была беременной. 14 января Джон Гонт распорядился отправить Екатерине, вернувшейся в Кетлторп, бочку лучшего гасконского вина.
Лето 1375 года Екатерина провела в Кенилворте и в это время, по версии Э. Уэйр, она родила второго сына от Джона Гонта. Вероятно для родов она отправилась в Линкольн, поскольку в августе герцог распорядился вознаградить местную акушерку. Также 24 июля Гонт распорядился отправить 60 дубов в Кетлторп для ремонта поместья Екатерины. В том же году ей было выплачено 100 марок. Также, согласно распоряжению Гонта, которое, возможно, относится к 1375 или 1377 году, Екатерине были подарены доходные дома на восточном берегу реки Витам в линкольнширском порту Бостон, ранее принадлежавшие Джеффри де Саттону. В их число входила усадьба Жизор Холл, включавшая дом с двумя гектарами земли, садом и хозяйственными постройками, которая была до 1372 года выделена Джоном Гонтом из состава графства Ричмонд. Позже Жизор Холл был завещан Екатериной своему сыну Томасу Бофорту.
Вторым сыном Екатерины и Джона Гонта, судя по всему, был Генри Бофорт, получивший имя, вероятно, в честь Генри Гросмонта. Хотя высказывались гипотезы, что будущий кардинал был младшим из сыновей Екатерины, поскольку в 1398 году при назначении епископом Линкольна он был назван «мальчиком», но, по мнению Уэйр, этот эпитет был просто насмешливым комментарием по поводу возведения Генри в епископы в возрасте 23 лет. Специалист по генеалогии XVII века Фрэнсис Сэнфорд указывает кардинала вторым сыном, также тот указан на втором месте в списке Бофортов папском разрешении на их легитимизацию 1397 года.
В августе 1375 года Екатерина сопровождала Гонта в его поездке в Лестер. Возможно, что именно тогда мэр Лестера Уильям Феррур потратил 16 шиллингов, чтобы преподнести вино в подарок «леди Екатерине Суинфорд, любовнице герцога Ланкастера». Запись об этой выплате датирована 1375/1376 годом и является первым документальным свидетельством о том, что любовная связь Джона Гонта стала достоянием общественности. Э. Гудман предполагает, что это известие указывает на то, что Екатерина узурпировала законное место герцогини Ланкастер, однако с этим не согласна Э. Уэйр; по мнению исследовательницы, Екатерина избегала вовлечения в политику и старалась держаться в тени, поскольку известно очень мало случаев, когда она использовала своё положение. Кроме того, она, судя по всему, сохраняла своё положение вдовы. В сентябре Екатерина вернулась в Кетлторп.
25 июля 1376 года Джон Гонт предоставил Екатерине Суинфорд, которая, вероятно, вновь была беременной, опеку и право брака над наследницей Бертрама де Сонеби. К 1376/1377 году относится первый зарегистрированный платёж на расходы на гардероб и комнату Филиппы Ланкастерской в размере 50 фунтов, выплаченный Екатерине. Также по распоряжению герцога ей должны были выплачивать 100 фунтов равными долями на Пасху и день Святого Михаила для покрытия расходов, за которые она должна была отчитываться. Вероятно, что Екатерина во время заседания «Хорошего парламента» и последовавших за ним бурных событий заботилась о дочерях Гонта, проживая, возможно, в Савойском дворце.
Вероятно, что законные дети Гонта воспринимали его незаконнорожденных детей как братьев и сестёр, возможно, включая в семейный круг и детей Екатерины от первого брака. По сохранившимся сведениям, Екатерина и Джон были хорошими и заботливыми родителями. Так «Анонимная хроника» сообщает, что Екатерина «любила герцога Ланкастера и рождённых от него детей».
В 1376 году папа римский по просьбе Гонта даровал Екатерине разрешение иметь переносной алтарь в своём жилище в Линкольнской епархии.
В конце 1376 года Екатерина исчезает из источников; вероятно, что это связано с рождением её третьего ребёнка от Джона Гонта, которое произошло в начале 1377 года. Возможно, что именно поэтому 25 февраля 1377 года король разрешил сыну подарить любовнице поместья Грингли и Уитли (Ноттингемшир), приносившие ежегодный доход в 150 фунтов. Также герцог в это же время послал Екатерине в подарок бочку вина. Историк С. Армитаж-Смит, автор исследования о Джоне Гонте, предположил, что в начале 1377 года родился Томас Бофорт, младший из сыновей Гонта и Кэтрин, однако Э. Уэйр считает, что, вероятнее, тогда родилась их единственная дочь Джоан Бофорт. Девочка получила имя, вероятно, в честь принцессы Уэльской Джоан Кентской. Местом рождения ребёнка мог быть Кетлторп, однако не исключено, что и Джоан, и Томас родились в замке Плеши в Эссексе. Э. Гудман, который придерживался традиционной даты рождения Джоан (1379 год), считал, что, поскольку Гонта ненавидели в Англии, и любой, кто ему был дорог, подвергался риску, Екатерину доставили в замок Плеши, который в это время принадлежал Джоан Фицалан, вдовствующей графине Херефорд. Она была по матери близкой родственницей первой жены Гонта. Кроме того, в 1376 году её дочь Элеонора вышла замуж за Томаса Вудстока, младшего брата Гонта. В пользу данного места рождения младших детей Екатерины свидетельствует тот факт, что Джоан Фицалан была крёстной матерью Томаса Бофорта, а позже его приняли в дом младшей дочери графини, Марии. Этой же версии о месте рождения Джоан придерживается и Э. Уэйр. Историки предполагают, что у пары могли родиться и другие дети, не пережившие младенческий возраст.
После получения Грингли (расположенного в 12 милях к северо-западу от Кетлторпа) и Уитли (в 3 милях к югу от Гринли и 9 милях к северо-западу от Кетлторпа), дарение которых король подтвердил 4 марта 1377 года, Екатерина стала достаточно богатой женщиной. Кроме того, в том же году Гонт пожаловал ей ещё два поместья в Линкольншире — Уоддингтон в 5 милях к югу от Линкольна и Уэллингор в 12 милях (19 км) к югу от Линкольна.

## Формальный разрыв отношений с Джоном Гонтом
В июне 1377 года умер Эдуард III. Возможно, что Екатерина, которая была гувернанткой внучек покойного короля, в этот период была в Лондоне, однако вряд ли она часто видела герцога, занятого подготовкой к коронации малолетнего племянника Ричарда II. Хотя Джон Гонт официально не входил в состав регентского совета, но в числе его 12 лордов было 5 его сторонников, поэтому он мог влиять на решения. Уже 20 июля юный король подтвердил пожалование Екатерине Суинфорд поместий Грингли и Уитли, а 24 июля герцог вновь подарил ей дубы для ремонта Кетлторпа.
Первое публичное появление Джона Гонта вместе с Екатериной, которое сделало их роман явным, относится к марту 1378 года. Томас Уолсингем писал в своей «Хронике», что герцог, «отбросив всякий позор человеческий и страх Божий, позволил увидеть себя едущим по герцогству со своей наложницей, некоей Екатериной Суинфорд». Далее хронист сообщает, что народ возмутился и пришёл в отчаяние из-за подобного скандального поведения. По его мнению, именно из-за Екатерины, которую он именовал «ведьмой и шлюхой», против герцога «начали циркулировать самые ужасные проклятия и гнусные оскорбления». Сообщение Уолсингема является первым упоминанием имени любовницы герцога в хрониках. В дальнейшем негативное отношение к Екатерине встречается и в сообщениях некоторых других хронистов. Даже Генри Найтонский, настроенный проланкастерски, не одобрял любовницу Гонта: «в доме его жены жила некая иностранка Екатерина Суинфорд, отношения которой с ним были весьма подозрительны». Кроме того, хронист указывает, что любовная связь обеспокоила членов семьи герцога, опасавшихся её последствий. Сам Гонт в 1381 году говорил, что клирики и слуги неоднократно предупреждали его о пагубном влиянии отношений с Екатериной на репутацию, но он их игнорировал.
В апреле 1378 года Екатерина, вероятно, вернулась в Кетлторп, где её периодически посещал герцог. Кроме того, в этот период в поместье поселилась её сестра, Филиппа Чосер. Судя по всему, в последующие годы Екатерина использовала часть своего дохода для покупки небольших земельных участков в близлежащих деревнях, расширив свои владения в Кетлторпе и Колби.
20 января 1381 года герцог передал Екатерине опеку над землями и наследницей покойной Элис де Торсби, члена его свиты. Эти владения располагались примерно в двенадцати милях к западу от Кетлторпа. Взамен она должна была оказывать все услуги, «должные и привычные». Впрочем, на следующий день пункт об услугах был убран. По мнению Элисон Уэйр, данное пожалование связано с рождением в этом месяце их последнего известного ребёнка — Томаса Бофорта.
Любовные отношения Джона Гонта с Екатериной Суинфорд вызывали общественное осуждение. Современные хронисты, называвшие его двоеженцем, осуждали тот факт, что доходы любовницы герцога были больше, чем у жены. Уолсингем рассказывает, что после крестьянского восстания 1381 года герцог «винил себя в смерти [тех], кто был повержен нечестивым насилием» и «упрекал себя за связь с Екатериной Суинфорд или, вернее, отказывался от неё».
В результате в июле Джон Гонт был вынужден официально объявить о намерении расстаться с любовницей и примириться с женой. Екатерина отказалась от должности гувернантки и в сентябре покинула поместье Ланкастеров, получив ежегодную ренту в 200 фунтов. Она поселилась в Линкольне, арендовав за 50 шиллингов в год дом в Минстер Ярде, в котором раньше жили канцлеры Линкольнского собора. Он оставался её городской резиденцией по крайней мере до 1393 года.

## Леди Кетлторп
Однако разрыв был только формальным. Отношения Екатерины с Гонтом и остальной частью его семьи продолжали оставаться достаточно сердечными. В 1382 году она вместе с дочерью Джоан Бофорт посетила Марию де Богун, жену Генри Болингброка, которая ждала ребёнка. Герцог продолжал обеспечивать её и детей, а когда сам Джон нуждался в деньгах, она давала ему взаймы. Так в 1386 году Екатерина предоставила Гонту деньги для финансирования его кастильской экспедиции. В 1387 году она получила новогодний подарок от Марии де Богун. В начале 1390-х годов она часто бывала при дворе Гонта, где для её удобства была выделена конюшня и дюжина лошадей. Кроме того, в 1382 году герцог поместил в свиту Генри Болингброка Томаса Суинфорда — сына Екатерины от первого брака. При этом, судя по всему, минимум до 1389 года Гонт держал своё обещание и не вступал в любовные отношения с бывшей любовницей, тем более что в этот период он по большей части находился за пределами Англии.
20 октября 1383 года Ричард II, который, судя по всему, симпатизировал Екатерине, предоставил ей право оградить 300 акров земли и леса в поместье Кетлторп. А в апреле 1387 года он сделал её дамой ордена Подвязки, что в этот период считалось высшей честью, которую может получить англичанка. По мнению Э. Уэйр, подобное было молчаливым признанием особых отношений Екатерины с Гонтом. Кроме того, возможно, что таким образом он пытался заручиться поддержкой дяди против существовавшей при дворе оппозиции, недовольной зависимостью короля от фаворитов. Полагающаяся по новому статусу одежда из алой шерсти была оплачена королём в августе следующего года. В том же году она прибыла в Виндзор для участия вместе с другими 10 дамами ордена в большом пиру, устроенном Ричардом II в день святого Георгия.
На рождество 1387 года Екатерина согласилась вместе с дочерью Джоан Бофорт войти в состав её домашнего хозяйства Марии де Богун, жены Генри Болингброка. В результате она заняла почётное место при королевском дворе. Вероятно, что в её обязанности входил присмотр за их быстро растущей семьёй, начиная с младенца Генри Монмута (будущего короля Генриха V).
В ноябре 1389 года Джон Гонт вернулся в Англию после трёхлетнего отсутствия. Хотя в этот период записи о Екатерине отсутствуют, а она сама, судя по всему, большую часть времени проводила в Линкольншире, есть много свидетельств о том, что герцог в это время начал планировать будущее родившихся от связи с любовницей детей. Один из сыновей, Генри Бофорт, предназначенный служению церкви, с января 1390 года начал получать церковные бенефиции. Старший из их сыновей, Джон Бофорт, который «был большим любимцем отца», весной 1390 года принял участие в большом рыцарском турнире в Сен-Энглевер около Кале, после чего начал участвовать в военных походах. Также в декабре 1390 года король разрешил герцогу подарить Джону Бофорту ряд поместий в Нортгемптоншире. Дочь Джоан Бофорт он не позже 1394 года выдал замуж за сэра Роберта де Феррерса. Позже Гонт договорился о браке Джона Бофорта с Маргарет Холланд, племянницей Ричарда II.
Судя по всему, в 1391 году отношения между Екатериной и Джоном Гонтом возобновились, после чего она вновь стала занимать важное место в его жизни. Возможно, что возможность эту они получили благодаря тому, что в это время жена герцога стала жить отдельно от мужа. Однако в этот период Екатерина не проживала с Гонтом постоянно, продолжая по крайней мере до 1393 года арендовать дом в Линкольне. Возможно, что они вновь стали любовниками, но при этом старались вести себя осторожно.

## Герцогиня Ланкастерская
24 марта 1394 года умерла Констанция Кастильская, 2-я жена Гонта. Судя по всему, после этого герцог решил жениться на Екатерине. Кроме чувств, которые он питал к своей многолетней любовнице, скорее всего, он таким образом желал ещё и легитимизировать своих детей.
Хотя Томас Уолсингем утверждал, что планируемый брак стал неожиданностью для короля, Э. Уэйр отмечает, что подобное маловероятно. Сам брак был заключён в Линкольнском соборе 13 января 1396 года. После этого Екатерина стала герцогиней Ланкастерской и на какое-то время — первой леди королевства, поскольку первая жена Ричарда II к этому моменту умерла, а во второй брак он вступил в ноябре. Чтобы подчеркнуть свой статус и сгладить воспоминания о прошлом, она сделала своим гербом вместо серебряных колец, изображённых на гербу Роэ, три колеса святой Екатерины — своей покровительницы, которая ассоциировалась с королевской властью и добродетелью. После свадьбы герцогская чета совершила небольшую поездку на север, после чего к 23 января на какое-то время поселилась в замке Понтефракт.
Этот брак вызвал тревогу при королевском дворе и всеобщее неодобрение, ибо его посчитали мезальянсом. Впервые в новом статусе при дворе Екатерина, судя по всему, появилась в апреле 1396 года на праздновании дня святого Георгия. Больше всего были возмущены брат Джона, Томас Вудсток, герцог Глостер, и его жена Элеонора Богун. При этом у герцогской четы не было какого-то документа, дозволяющего брак — только устное разрешение папы, поэтому возникали опасения, что брак может быть оспорен и аннулирован. Поэтому герцог написал папе, прося дать апостольское дозволение. В ожидании, супруги поселились в Или Плейс в Лондоне. На содержание жены Гонт 16 мая назначил 600 фунтов в год. Кроме того, у новой герцогини были свои собственные гардероб и домашнее хозяйство.
1 сентября 1396 года папа своей буллой объявил брак герцога действительным. Кроме того, он легитимизировал их рождённых до брака детей — Бофортов. Это известие, судя по всему, добралось в Англию до 7 октября, когда герцогская пара отплыла из Англии в Кале, где 4 ноября состоялась пышная церемония, в результате которой Ричард II женился на Изабелле Французской, дочери короля Франции Карла VI. По сообщению Фруассара, именно Екатерина до конца лета «была спутницей молодой королевы Англии», вероятно, став её компаньонкой сразу после заключения брака. Король, королева и их свита вернулись в Англию 12 ноября, а 13 ноября торжественно въехали в Лондон.
Легитимизация Бофортов оказала благотворное влияние на их дальнейшую карьеру. Кроме того, вскоре после возвращения Гонта и Екатерины в Англию их овдовевшая к тому моменту дочь Джоан Бофорт была выдана замуж за Ральфа Невилла — могущественного северного барона. В феврале 1397 года узаконивание своим указом подтвердил король Ричард II на заседании английского парламента. Кроме того, 10 февраля Джон Бофорт получил титул графа Сомерсета, а 11 февраля король утвердил совместное владение Гонтом и его женой поместий в Йоркшире, Норфолке и Сассексе, которые герцог получил в 1372 году в обмен на графство Ричмонд. Контроль над ними Екатерина сохранила и после смерти мужа. Также ряд пожалований был сделан и младшему сыну, Томасу Бофорту, а Генри Бофорт стал диаконом и канцлером Оксфордского университета.
В течение первых 18 месяцев брака Екатерина часто бывала при дворе, где занимала видное положение. Однако о том, как она жила в последующий период до смерти мужа, известно мало.
Здоровье Гонта в последние годы жизни пошатнулось. Кроме того, его наследник, Генри Болингброк, находился в плохих отношениях с королём, а в сентябре 1398 года его по приказу Ричарда II изгнали из Англии, что, по общему мнению, усугубило болезнь Джона. Природа её неизвестна, но высказывались предположения, что у герцога было какое-то венерическое заболевание. Если это подозрение верно, то, как указывает Э. Уэйр, не исключено, что ей могла заразиться и Екатерина.
3 февраля 1399 года Джон Гонт, живший в Лестерском замке, составил подробное завещание. Согласно ему, жене отходила мебель, драгоценности и богатые одежды. В тот же день он умер.

## Последние годы
Сразу после смерти герцога королевские исчиторы неправомерно взяли под стражу все принадлежащие Екатерине владения, как и ланкастерские поместья. В результате ей пришлось обратиться с просьбой к королю, который 9 марта велел поместья вернуть. Также Ричард II подтвердил вдове ежегодную ренту в тысячу фунтов, взимаемую с земель Ланкастерского герцогства, которую ей назначил супруг. При этом он уже 18 марта без какого-то законного предлога объявил, что заменяет 10-летнее изгнание Генри Болингброка на пожизненное, а те владения, которые тот должен был унаследовать, конфискует. Хотя король не очень горевал о смерти дяди, он позволил Екатерине сохранить земли, полученные в приданое, а в мае, когда королевские исчиторы захватили принадлежащие ей до замужества земли, велел вернуть их. После этого вдова старалась держаться в стороне и не протестовала против конфискации ланкастерского наследства. Не желая жить в каком-то из своих поместий, Екатерина уехала в Линкольн. Опеку над Кетлторпом и Колби она передала сыну, Томасу Суинфорду, а для жилья сняла дом в Минстер-Ярде, который арендовала до самой смерти.
Упоминаний о Екатерине в последние годы её жизни мало. Осенью 1399 года Генри Болингброк вторгся в Англию и сверг Ричарда II, короновавшись под именем Генриха IV. Дети Екатерины, Бофорты и Томас Суинфорд, и её зять Ральф Невилл поддержали узурпацию трона. Свою мачеху новый король официально стал называть «мать короля». Однако, судя по всему, Екатерина вела тихую жизнь в Линкольне, не принимая никакого участия в политической жизни королевства.
12 февраля 1400 года Генрих IV пожаловал Екатерине поместье Лотон-ан-ле-Мортен недалеко от Тикхилла в Йоркшире. Примерно в это же время он также выделил ей 200 фунтов в год из земель Хантингдоншира и 700 марок в год от жителей Линкольншира, а также подтвердил ренту в размере 1000 фунтов, назначенную ей его отцом. В итоге она стала достаточно богатой женщиной. Также известно, что Екатерина владела домами в Линкольне, Бостоне, Грэнтэме и Кингс-Линне и имела деловые отношения с торговцами из некоторых из этих городов. Возможно, что у герцогини были давние коммерческие интересы в торговле шерстью, поскольку известно, что у неё была доставшаяся от отца собственность в Эно — крупном центре торговли шерстью. Э. Уэйр считает, что, возможно, вложением денег в подобные предприятия Екатерина пыталась расширить наследство Суинфордов.
Екатерина умерла 10 мая 1403 года в Линкольне.

## Захоронение

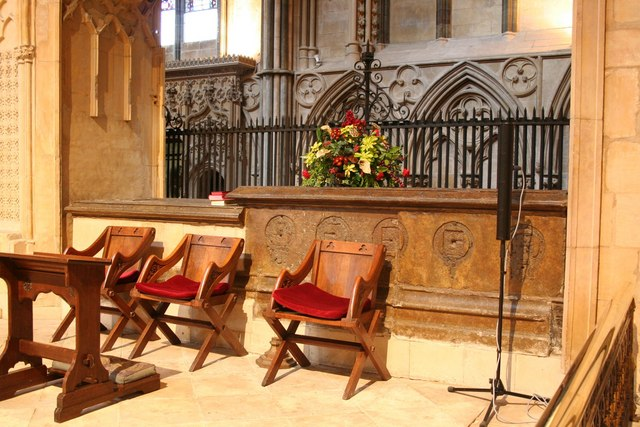
Отреставрированная в XVII веке гробница Екатерины Суинфорд и её дочери Джоан Бофорт в одном из хоров Линкольнского собора

Екатерина была похоронена в Линкольнском соборе в хоре ангелов. Сундук её надгробья был сделан из пурбекского мрамора, имел лепной постамент и крышку. На нём были изображены гербовые щиты, окружённые подвязками. Надгробье было увенчано латунным навесом, на котором была изображена сама Екатерина во вдовьем вимпле, а над ним возвышался сводчатый навес с арками-трилистниками. Ланкастерский герольд Фрэнсис Тинн около 1600 года скопировал эпитафию, в которой говорилось: «Здесь покоится дама Екатерина, герцогиня Ланкастерская, бывшая жена очень благородного и очень милостивого принца Джона, герцога Ланкастерского, сына очень благородного короля Эдуарда III, которая умерла 10 мая в год благодати 1403, чью душу Бог помилует и пожалеет. Аминь».
Рядом с матерью была похоронена её дочь, Джоан Бофорт. В своём завещании она просила, чтобы место захоронения её матери было расширено и огорожено, если декан и капитул не будут возражать. За 3 года до смерти, 28 ноября 1437 года, Джоан получила у короля Генриха VI разрешение основать часовню с двумя капелланами для ежедневного служения у алтаря перед могилой матери. Также ей было разрешено использовать патронат церкви Уэлтона в Хауденшире, ранее принадлежавший Даремскому монастырю, но в 1380-е годы переданный Невиллам. Вероятно, новая часовня должна была заменить часовню, основанную в Линкольнском соборе Джоном Гонтом в 1398 году, однако неизвестно, было ли это сделано. Не установлено, была ли построена сохранившаяся гробница после смерти в 1403 году Екатерины Суинфорд или после смерти Джоан в 1440 году; с учётом того, что в завещании Джоан высказано желание огородить могилу матери, вероятнее всего, экран из кованого железа был создан около 1440 года. Захоронение дочери первоначально располагалось бок о бок с захоронением матери.
Часовня просуществовала до середины XVI века, службы в ней были упразднены во время правления Эдуарда VI. Её имущество, оцененное в 13,6 фунта и 6 пенсов, включало две чаши, два серебряных сосуда (для хранения святой воды и вина для причастия), серебряный пакс и серебряный колокольчик. Захоронения Джоан Бофорт и Екатерины Суинфорд, стоящие бок о бок, были описаны в начале XVI века королевским антикварием Джоном Лиландом. Около 1640 года Уильям Дагдейл тщательно зарисовал могилу.
В 1644 году в ходе Английской революции оба захоронения были частично разрушены круглоголовыми во время разграбления Линкольнского собора. В результате медные изображения и таблички были оторваны, а каменная кладка часовни сильно повреждена. К 1672 году короба гробниц заняли современное положение, а навес был неуклюже восстановлен. В XIX веке планировалась «готическая» реставрация памятников, но от неё в итоге отказались. Хотя встречаются утверждения о том, что гробницы сейчас пусты, а останки самой Екатерины и Джоан были вытащены круглоголовыми, скорее всего, они необоснованны, поскольку не существует никаких свидетельств того, что тела были потревожены. Вероятно, они до сих пор находятся под полом гробницы.
В настоящее время оба захоронения стоят вплотную друг к другу короткой стороной. На гробнице Екатерины есть углубления, показывающие, где ранее располагались гербовые щиты. От часовни, в которой когда-то находились гробницы, сохранились только тщательно отреставрированный навес, восточный и западный пилястры и решётка из кованого железа на постаменте.

## Наследство
После восхождения на английский престол наследника Джона Гонта Генриха IV дети Екатерины от Джона Гонта играли заметную роль в английской политике. 9 февраля 1407 года король Англии Генрих IV подтвердил легитимизацию Бофортов, однако специально оговорил, что они не имеют права наследования английского престола. Внучка Екатерины, Сесилия Невилл (дочь Джоан Бофорт и Ральфа Невилла, 1-го графа Уэстморленда), стала женой Ричарда Плантагенета, 3-го герцога Йоркского; в этом браке родились короли Эдуард IV и Ричард III. Другая внучка, Джоан Бофорт (дочь Джона Бофорта, 1-го графа Сомерсета) вышла замуж за шотландского короля Якова I и стала предком последующих королей Шотландии из династии Стюартов. Ещё один потомок Екатерины, Маргарет Бофорт (она была внучкой Джона Бофорта, 1-го графа Сомерсета), стала матерью короля Генриха VII, родоначальника династии Тюдоров. Свои права на трон он обосновывал именно родством с Бофортами. Его потомками являются все последующие короли и королевы Англии (а затем и Великобритании).
Сами Бофорты играли заметную роль во время войны Алой и Белой розы. Хотя после гибели в 1471 году Эдмунда Бофорта, титулярного герцога Сомерсета, род угас, но осталась побочная ветвь, родоначальником которой был Чарльз Сомерсет, 1-й граф Вустер, незаконнорожденный сын Генри Бофорта, 3-го герцога Сомерсета. Она существует и в настоящее время, её глава носит титул герцога Бофорта, созданный в 1682 году королём Карлом II в знак признания его «наиболее заметного происхождения от короля Эдуарда III от Джона де Бофорта, старшего сына Джона Гонта и Екатерины Суинфорд».
Томас (II) Суинфорд, сын Екатерины от первого брака, сделал карьеру при дворе короля Генриха IV, который сделал ему ряд пожалований. В конце 1399 — начале 1400 года он был одним из тюремщиков свергнутого Ричарда II в замке Понтефракт и, по сообщению хрониста Адама из Аска, являлся основным виновником смерти Ричарда, заморив того голодом. В 1406 году Томас перешёл на службу к своему единоутробному брату Томасу Бофорту. В 1411 году он пытался получить владения своего деда по матери в Эно, но неизвестно, увенчались ли его усилия успехом. К концу жизни Томас был вынужден передать свои поместья попечителям и умер фактически безземельным. Его наследник, Томас (III), ненадолго пережил отца и умер в 1440 году, оставив несовершеннолетнего сына, Томаса (IV) (1435 — 3 мая 1498). В 1468 году тот передал Кетлторп и Колби своему дяде Уильяму, который умер не позже 1483 года, после чего поместья вернулись к Томасу. Он умер в 1498 году, не оставив наследников, с ним угасла мужская линия потомков Хью Суинфорда и Екатерины. Родовые владения Суинфордов, Кетлторп и Колби, в итоге унаследовали потомки Маргарет Суинфорд, сестры Томаса (IV).
Старший брат Екатерины, Уолтер Роэ, родившийся не позже 1338/1340 годов, с мая 1355 года находился на службе у Эдуарда Чёрного Принца, наследника Эдуарда. Возможно, что в 1356 году он участвовал в битве при Пуатье, но после этого упоминания о нём пропадают. Э. Уэйр предполагает, что он мог погибнуть в битве. В любом случае, Уолтер умер раньше Екатерины, не оставив наследников; именно поэтому на владения Роэ в Эно в 1411 году претендовал его племянник Томас (II) Суинфорд.

## Внешность

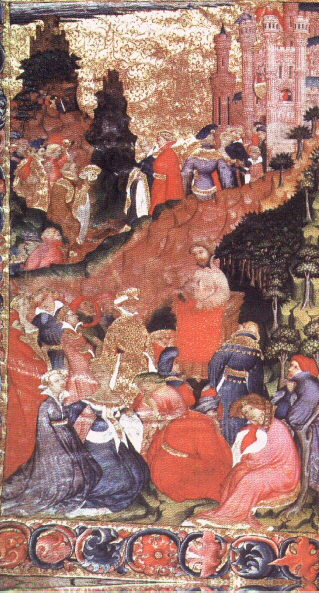
Миниатюра начала XV века к рукописи поэмы «Троил и Крессида» Джефри Чосера, на которой, возможно, изображена Екатерина

В эпитафии в гробнице Джона Гонта, уничтоженной во время Великого лондонского пожара 1666 года, Екатерина описывалась как «необычайно красивая и женственная». При этом сама эпитафия была создана во время восстановления гробницы королём Генрихом VII, потомком Екатерины и Гонта, стремившимся восстановить хорошую репутацию своей прародительницы. Возможно, что он сделал упор на красоту потому, что именно ей запомнилась Екатерина; не исключено, что подобная запись была в оригинальной гробнице Екатерины.
Не существует никаких прижизненных портретов Екатерины. Единственное изображение, близкое к ней по времени создания — грубая зарисовка, сделанная Уильямом Дагдейлом в XVII веке с ныне утраченного медного изображения с её гробницы в Линкольнском соборе. Однако оно не является портретом, это формализованный рисунок женщины в вимпле вдовы. Также в Кентерберийском соборе есть две крошечные резные головы размером не больше грецкого ореха, созданные около 1400 года. Их иногда считают изображениями Джона Гонта и Екатерины Суинфорд, однако данная идентификация, по мнению Э. Уэйр, достаточно сомнительная. Хотя в соборе и были похоронены двое из сыновей Джона Гонта, но это произошло уже после создания резных фигур.
В то время как у Джона Гонта лицо было вытянутое и худощавое, с орлиным носом (эти отличительные черты были унаследованы некоторыми его потомками), у детей Екатерины были лица круглой или овальной формы, которую они, по мнению Уэйр, могли унаследовать от матери.
На фронтисписе к рукописи начала XV века поэмы «Троил и Крессида» Джефри Чосера изображён поэт, читающий её королевскому двору Ричарда II. Личности придворных, изображённых на иллюстрации, являются предметом спора исследователей. Одним из изображённых придворных, вероятно, является Джон Гонт. Высказывалось предположение, что одна из сидящих женщин, одетая в струящееся синее платье со свисающими рукавами (известном под названием упелянд), широким воротником, обшитым белой тканью, и золотым поясом, — это Екатерина Суинфорд. У неё лицо круглой формы с высоким лбом и светлые волосы, заплетённые высоко над каждым виском, обвитые лентой вокруг макушки. Однако у данной гипотезы есть проблемы. Поэма была написана, вероятно, между 1385 и 1388 годами. Однако сама рукопись была создана только в начале XV века, поэтому на ней должны быть изображены придворные дамы, игравшие важную роль в конце правления Ричарда II. По мнению Э. Уэйр, женщина в синем платье слишком молода, чтобы быть Екатериной. Исследовательница предположила, что это могла быть её дочь, родившаяся от связи с Джоном Гоном, Джоан Бофорт, поскольку она похожа на её изображение в гробнице. Рядом с этой фигурой изображена дама в обтягивающем синем платье, отделанном горностаем с золотой отделкой, которую традиционно идентифицируют с Джоанной Кентской, матерью Ричарда II, однако та умерла в 1385 году. Уэйр считает, что этой дамой может быть Екатерина Суинфорд. В XV веке эта рукопись принадлежала Анне Невилл, графине Стаффорд, дочери Джоан Бофорт; возможно, что она была сделана именно для Джоан, которая потом завещала её дочери.
Если идентификация Уэйр верна, то Екатерина была светловолосой и пышнотелой идеально сложенной женщиной, обладавшей узкой талией и широкими бёдрами. У неё была длинная шея, круглое лицо с высоким лбом. Её волосы элегантно зачёсаны вверх и заколоты под золотой короной, намекающей на высокое положение.

## Личность
Монастырские хронисты, которых шокировала связь Джона Гонта с Екатериной, в основном подвергали её резкой критике. При этом ни Томас Уолсингем, ни автор Анонимной хроники, вероятно, не сталкивались с ней лично. В то же время хронист Генри Найтонский — монах в Лестерском аббатстве, которому покровительствовал Джон Гонт и который, возможно, встречал герцогиню, — не сообщает о ней ничего плохого. На основании фрагментарных источников Э. Уэйр делает вывод, что Екатерина была привлекательной, очаровательной и отзывчивой женщиной, достаточно набожной. Её длительный роман с Джоном Гонтом, вероятно, предполагает, что она сохраняла ему верность, но при этом, возможно, обладала напористостью и амбициями, наслаждаясь материальными благами. Однако, по мнению Уэйр, скорее всего, Екатериной не руководили корыстные соображения: несмотря на долгие разлуки, социальный остракизм и очернение обществом, её любовь к герцогу выдержала испытание временем. Кроме того, она, очевидно, обладала сильным характером, осмотрительностью, тактом и была достаточно мудрой. Екатерина дорожила семейными узами и ей было небезразлично мнение других.
Уважение, которым Екатерина пользовалась в королевской семье, вероятно, говорит о том, что она была достаточно искусна в придворных обязанностях, обладала изысканным вкусом, была общительной, вежливой, грамотной, умной и, скорее всего, была хорошим собеседником.

## Герб
Герб Екатерины Суинфорд представлял собой три золотых колеса на красном поле, однако, судя по геральдическим эмблемам на облачениях, подаренных ей Линкольнскому собору, на её гербе до 1396 года, когда она вышла замуж за Джона Гонта, были три простых серебряных колеса; вероятно, она унаследовала этот герб от отца.

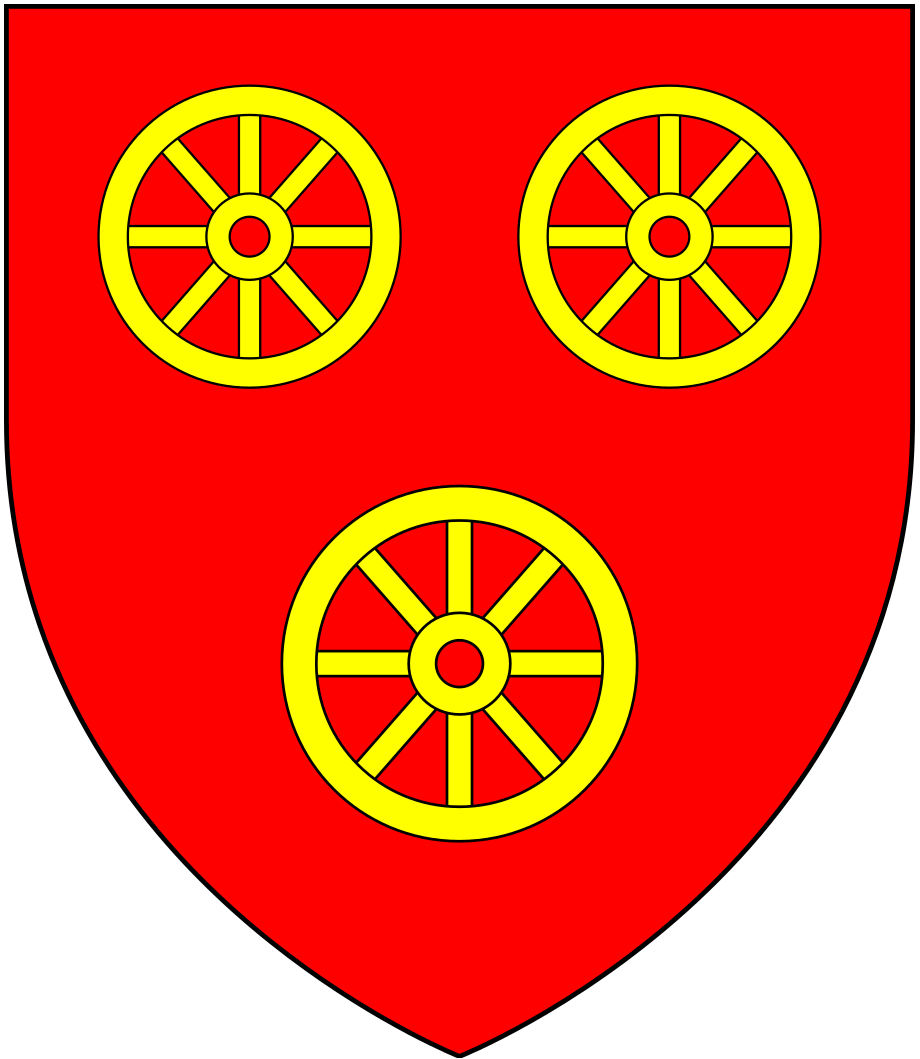
Герб Кэтрин Суинфорд до 1396 года
Герб Кэтрин Суинфорд после 1396 года

Кроме того, судя по печати Екатерины, созданной около 1377 года, после замужества на её гербе были изображены три серебряных колеса на красном фоне, совмещённые с гербом её мужа, представлявшим головы трёх золотых кабанов на чёрном шевроне на серебряном поле. Больше этот герб нигде не встречается.

## Образ в истории и искусстве
А. де Сильва-Вижье, автор исследования о Джоне Гонте, считает, что Екатерина могла быть прообразом для прекрасной Вирджинии, героини «Рассказа лекаря», входящего в состав «Кентерберийских рассказов» Джефри Чосера.
Во время войны Алой и Белой розы в 1470-х годах ланкастерским претендентом на престол стал изгнанный Генрих, граф Ричмонд, мать которого происходила из династии Бофортов. Хотя Генрих IV и лишил Бофортов права на трон, но их права в это время стали восприниматься достаточно серьёзно. После того как в 1483 году королём стал Ричард III, он публично заявил, что Генрих не имеет прав на престол, поскольку Бофорты произошли от «двойного прелюбодеяния» (от связи Джона Гонта и Екатерины Суинфорд), что было многими принято как факт. Но после того как граф Ричмонд стал королём Англии под именем Генриха VII, дурная слава Екатерины Суинфорд померкла. При этом в хрониках эпохи Тюдоров она практически не упоминается и в королевской родословной не фигурировала. Когда в 1520 году в Лиденхолле давалось театрализованное представление в честь императора Карла V, актёр, изображавший Джона Гонта (потомком которого был и сам император), сидел около дерева, из которого выросло много ветвей, представлявших множество королей и королев, являвшихся его потомками. Однако Екатерина, которая была предком некоторых из них, не упоминалась.
На протяжении веков к Екатерине Суинфорд относились пренебрежительно, считая её аморальной и иногда упоминая, что она была прародительницей династии Тюдоров. Интерес к ней появился в 1954 году, когда вышел биографический роман американской писательницы Ани Сетон «Кэтрин». Как отмечает британская писательница Филиппа Грегори, он считается самым известным произведением Сетон. В романе достаточно подробно рассказана биография Екатерины, материалы для него писательница собирала четыре года, путешествуя по всей Англии. Однако, как отмечает Э. Уэйр, на которую роман оказал огромное влияние, данное произведение является в первую очередь романом об идеальной романтической героине — красивой, чувственной и любящей, причём Сетон придала Екатерине множество моральных, эмоциональных и психологических качеств и культурных аспектов из своей собственной жизни. Выход романа Сетон заставил сопереживать его героине и относиться к ней более сочувственно. Позже роман неоднократно переиздавался. В 2003 году он занял 95-е место в опросе «200 лучших романов по версии Би-би-си».
В 2006 году был издан биографический роман Жанетт Люкрафт «Кэтрин Суинфорд: история средневековой любовницы». Подробно исследовала биографию Екатерины историк Элисон Уэйр, выпустившая в 2007 году работу «Екатерина Суинфорд: история Джона Гонта и его скандальной любовницы».

## Брак и дети
1-й муж: около 1362 года сэр Хью Суинфорд (1340 — ноябрь 1371). Дети:
- Бланка Суинфорд (около 1363 — после 1375)[9][23].
- (?) Маргарита Суинфорд (около 1364 — ?), монахиня в аббатстве Баркинг[англ.] с 1377[9].
- (?) Дороти Суинфорд (около 1366 — ?); муж: Томас Тимелби из Пулхэма (умер в 1390), шериф Линкольншира в 1380[9].
- сэр Томас Суинфорд (4 февраля 1367 — 2 апреля 1432), владелец Колби и Кетлторпа с 1371 года, шериф Линкольншира в 1401—1402 годах[11].

2-й муж: с 13 января 1396 года Джон Гонт (март 1340 — 3 февраля 1399), граф Ланкастер с 1361, граф Лестер и Дерби с 1362, 1-й герцог Ланкастер с 1362. Дети:
- Джон де Бофорт (1371/1373 — 16 марта 1410), 1-й граф Сомерсет с 1397, 1-й маркиз Сомерсет и 1-й маркиз Досет в 1397—1399, констебль Англии с 1404 (легитимизирован в феврале 1397)[59][77].
- Генри де Бофорт (около 1375 — 11 апреля 1447), епископ Линкольна в 1398—1404, епископ Уинчестера с 1404 (легитимизирован в феврале 1397)[59][78].
- Джоан де Бофорт (около 1377 — 13 ноября 1440); 1-й муж: с 1391 Роберт де Феррерс (около 1373 — до 29 ноября 1396), 2-й барон Феррерс из Уэма с 1380, дворецкий с 1375; 2-й муж: ранее 29 ноября 1396 года Ральф де Невилл (около 1364 — 21 октября 1425), 4-й барон Невилл из Рэби с 1388, 1-й граф Уэстморленд с 1397[59][54].
- Томас де Бофорт (около января 1381 — 27 декабря 1426), 1-й граф Дорсет с 1411, 1-й герцог Эксетер с 1416, 1-й барон Лиллебон и граф д’Аркур с 1418[59][79].